# Sebastian Roché
Sebastian Roché (Paris, 04 de agosto de 1964) é um ator francês. Mais conhecido por seus papéis nas séries de TV: Odyssey  5, Fringe, The Vampire Diaries, The Originals e Supernatural. Além da soap opera General Hospital.

## Biografia
Sebastian Roché nasceu em Paris, França, ele é de ascendência escocesa e francesa. O ator fala fluentemente em quatro idiomas: inglês, francês, espanhol e italiano. Quando era adolescente, viveu por seis anos em um barco à vela com a sua família, viajando da França para o Mediterrâneo, África, América do Sul e Caribe. Roché estudou no "Cours Florent", no "Conservatoire de la Rue Blanche" (ENSATT) e no "CNSAD". Ele é graduado do prestigioso "Conservatoire National Superieur d'Art Dramatique", após a sua graduação em 1989, começou a trabalhar no teatro francês,  em filmes e na televisão, com atores como Michel Serrault, Isabelle Huppert  e Béatrice Dalle.

## Carreira
Roché tem uma extensa experiência e formação clássica no teatro, especialmente em Salome com Al Pacino, Titus Andronicus e The Green Bird com Julie Taymor, além de Hamlet, Arms and the Man, Macbeth, Mirandolina e Trainspotting. Sebastian desde então tem trabalhado extensivamente nos EUA, colaborando com Al Pacino, Julie Taymor e Mark Lamos, entre outros. Seus muitos trabalhos na televisão e cinema incluem: Law & Order, New York Undercover, Sex and the City, Merlin, The Crossing, Touching Evil, Charmed, Alias, CSI, The Unit, Never Get Outta the Boat, We Fight to be Free e General Hospital. Ele também estrelou em What We Do Is Secret com Shane West, New York City Serenade com Freddie Prinze Jr e Beowulf com Anthony Hopkins, John Malkovich e Angelina Jolie.
Em 1997, ele assumiu o papel de Longinus na FOX, na série  estrelada por Heath Ledger, Roar, até o seu cancelamento no mesmo ano. Em 2002, ele assumiu o papel de Kurt Mendel na série de ficção científica Odyssey 5. Permaneceu no cargo até o cancelamento do show em 2004. Em 2007, foi anunciado que Roché assinou um contrato para a soap opera General Hospital, fazendo então um personagem recorrente. Em General Hospital ele falou em russo, espanhol e francês. No episódio piloto de Odyssey 5, ele falou em francês.
Em 2009, ele estrelou em The Mentalist como Shirali Arlov. Fez John Quinn no telefilme 24: Redemption (2008) e na sétima temporada da série 24 Horas em 2009, além de aparecer no filme Happy Tears com Demi Moore e Parker Posey. Em 2011 gravou a voz de Pedro para a animação The Adventures of Tintin: The Secret of the Unicorn, dirigido por Steven Spielberg. Roché também estrelou a sexta temporada da série Supernatural, como o anjo Balthazar, conhecido de longa data do anjo Castiel. Na série de TV Fringe, foi escalado como o personagem recorrente Newton, o líder de um exército de metamorfos a partir de um universo paralelo. Seu personagem reapareceu em alguns episódios da temporada 2 e 3.

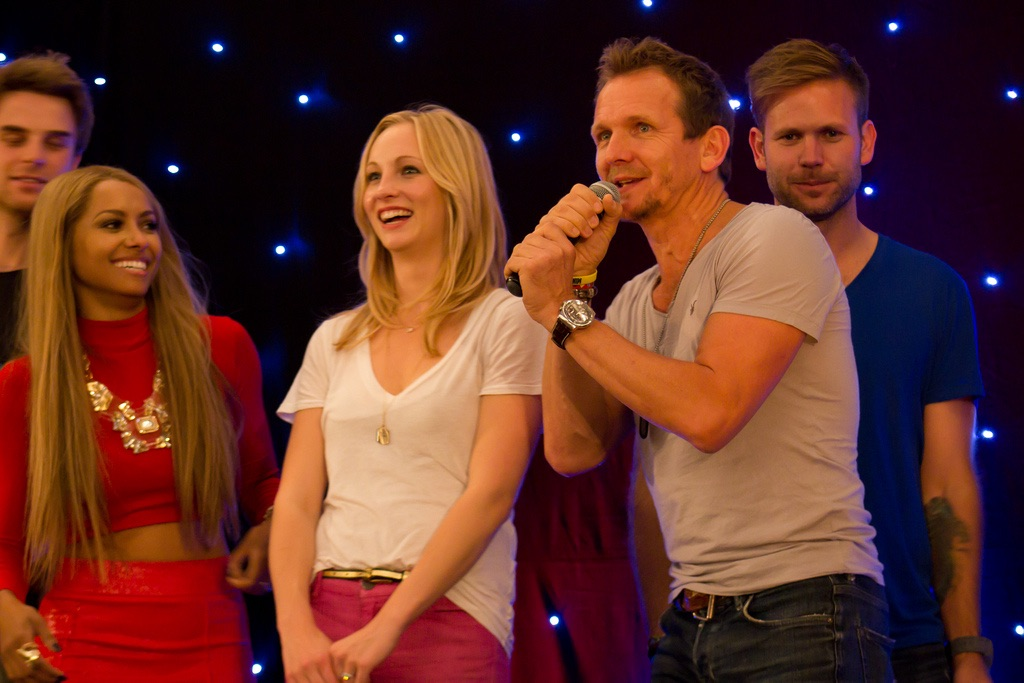
Sebastian Roché com alguns dos colegas de elenco de The Vampire Diaries. (16 de junho de 2013)

Em 2011 ele apareceu em The Vampire Diaries  , com o personagem recorrente Mikael, um vampiro caçador-Original e pai dos vampiros Originais.De 2013 a 2014, ele reprisou seu papel como Mikael na série spin-off The Originals. Em 22 de dezembro de 2014, foi anunciado que o ator irá atuar em Once Upon a Time, como o Rei Stefan.
Roche atualmente está dirigindo o seu primeiro documentário de longa-metragem, intitulado Machine Gun Preacher, sobre a vida de Sam Childers, um pastor que abriu um orfanato para órfãos e crianças-soldados no sul, devastado pela guerra no Sudão.

## Vida pessoal
Roché mudou-se para os Estados Unidos em 1992. Ele conheceu a atriz americana Vera Farmiga enquanto estrelavam juntos na série Roar. Eles fugiram para as Bahamas depois que a série terminou, em 1997. Se separaram em 2003 e se divorciaram em 2004.
Em 31 de maio de 2014, ele se casou com a atriz australiana Alicia Hannah, em Mercuès, França.

## Filmografia

### Televisão
| Ano           | Título                           | Papel                                         | Notas                                             |
| ------------- | -------------------------------- | --------------------------------------------- | ------------------------------------------------- |
| 2016          | "Bones"                          | Inspector Rousseau                            | Episódio: "The Jewel in the Crown"                |
| 2013-presente | The Originals                    | Mikael                                        | Recorrente                                        |
| 2015          | Once Upon a Time                 | Rei Stefan                                    | Episódio: "Enter the Dragon"                      |
| 2014          | Scandal                          | Dominic Bell                                  | Episódios: "Flesh and Blood" e "The Fluffer"      |
| 2007-2013     | General Hospital                 | Jerry Jacks / James Craig / Jerry Jax         | Recorrente - 316 episódios (soap opera)           |
| 2013          | Burn Notice                      | Roger Steele                                  | Episódio: "Things Unseen"                         |
| 2011-2012     | Criminal Minds                   | Clyde Easter                                  | 05 episódios                                      |
| 2012          | Grimm                            | Edgar Waltz                                   | Episódio: "Cat and Mouse"                         |
| 2012          | Unforgettable                    | Victor Cushman                                | Episódio: "Heartbreak"                            |
| 2011          | The Vampire Diaries              | Mikael                                        | Recorrente                                        |
| 2010-2011     | Supernatural                     | Balthazar                                     | 06 episódios                                      |
| 2009-2010     | Fringe                           | Thomas Jerome Newton                          | 08 episódios                                      |
| 2010          | Vamped Out                       | Ardalion                                      | Episódios: "A Roof with a View" e "Bad Blood"     |
| 2009          | The Beautiful Life: TBL          | Nikolai                                       | Episódio: "The Beautiful Lie"                     |
| 2009          | 24 Horas                         | Jhon Quinn                                    | 02 episódios                                      |
| 2009          | The Mentalist                    | Shirali Arlov                                 | Episódio: "Paint It Red"                          |
| 2007          | American Masters                 | John James Audubon                            | Episódio: "John James Audubon: Drawn from Nature" |
| 2006          | The Unit                         | Colonel Leclerq                               | Episódio: "The Wall"                              |
| 2005          | Alias                            | Willem Karg                                   | Episódio: "Echoes"                                |
| 2005          | Nova                             | Louis Blériot                                 | Episódio: "A Daring Flight"                       |
| 2005          | Charmed                          | The Sorceror                                  | Episódio: "Carpe Demon"                           |
| 2005          | CSI                              | Josh Frost / Moriarty                         | Episódio: "Who Shot Sherlock"                     |
| 2004          | Touching Evil                    | Stephan Laney                                 | Episódio: "Slash 30"                              |
| 2002-2003     | Odyssey 5                        | Kurt Mendel                                   | 19 episódios                                      |
| 2002          | Benjamin Franklin                | Vicomte                                       | Minissérie                                        |
| 2001          | Big Apple                        | Vlad                                          | 04 episódios                                      |
| 1993-1999     | Law & Order                      | Ken Taylor / Clarence Carmichael / 'C Square' | Episódios: "Discord" e "Patsy"                    |
| 1998          | Sex and the City                 | Jerry                                         | Episódio: "The Turtle and the Hare"               |
| 1998          | Merlin                           | Gawain                                        | Minissérie                                        |
| 1997          | Dellaventura                     | Van Kelk                                      | Episódio: "In Deadly Fashion"                     |
| 1997          | Liberty! The American Revolution | Gilbert du Motier, marquis de Lafayette       | Minissérie                                        |
| 1997          | Feds                             | Domenick Rallo                                | Episódio: "Somebody's Lyin"                       |
| 1997          | Roar                             | Longinus                                      | 11 episódios                                      |
| 1996          | New York Undercover              | Domenick Rallo                                | Episódio: "Smack Is Back"                         |
| 1996          | Swift Justice                    | Tony Jacks                                    | Episódio: "Sex, Death and Rock 'n' Roll"          |
| 1993          | South Beach                      | Boronsky                                      | Episódio: "Diamond in the Rough"                  |
| 1992          | Le Lyonnais                      | ...                                           | Episódio: "L'argent flambé                        |
| 1992          | Runaway Bay                      | ...                                           | Episódio: "All That Glitters"                     |
| 1991          | Scene of the Crime               | Ator                                          | Episódio: "For I Have Sinned"                     |
| 1989-1991     | The Hitchhiker                   | Glenn Birch                                   | Episódios: "Phantom Zone" e "Offspring"           |
| 1990          | Counterstrike                    | ...                                           | Episódio: "Escape Route"                          |
| 1989          | La grande cabriole               | William                                       | Minissérie                                        |
| 1987          | Bonjour maître                   | Jerry                                         | Minissérie                                        |
| 1983          | Loving                           | Peter Rogers (1992)                           |                                                   |

### Cinema
| Ano  | Título                                                 | Papel                      | Notas                     |
| ---- | ------------------------------------------------------ | -------------------------- | ------------------------- |
| 2014 | Molly's Method                                         | James George               |                           |
| 2014 | Phantom Halo                                           | Warren Emerson             |                           |
| 2014 | A Walk Among the Tombstones                            | Lorraine Warren            |                           |
| 2014 | In Lieu of Flowers: The Final Days of Michael Hastings | Lucas                      | Curta-metragem            |
| 2013 | Wer                                                    | Klaus Pistor               |                           |
| 2012 | Pegasus Vs. Chimera                                    | Belleros                   | Telefilme                 |
| 2012 | Beverly Hills Chihuahua: Viva La Fiesta!               | Chef Didier                |                           |
| 2012 | Safe House                                             | Robert Heissler            | Não creditado             |
| 2011 | The Adventures of Tintin: The Secret of the Unicorn    | Pedro (voz)                |                           |
| 2009 | Happy Tears                                            | Laurent                    |                           |
| 2008 | 24: Redemption                                         | Quinn                      |                           |
| 2007 | Beowulf                                                | Wulfgar                    |                           |
| 2007 | New York City Serenade                                 | Noam Broder                |                           |
| 2007 | What We Do Is Secret                                   | Claude Kickboy Bessy       |                           |
| 2006 | We Fight to Be Free                                    | George Washington          | Curta-metragem            |
| 2006 | The Namesake                                           | Pierre                     |                           |
| 2005 | Seagull                                                | Sebastian                  |                           |
| 2005 | Sorry, Haters                                          | Mick Sutcliffe             | Não creditado             |
| 2004 | Earthsea                                               | Tygath                     |                           |
| 2002 | Never Get Outta the Boat                               | Soren                      |                           |
| 2001 | 15 Minutos                                             | Ludwig the Hairdresser     |                           |
| 2001 | Haven                                                  | Johan Ritter               | Telefilme                 |
| 2000 | Baby                                                   | Rebel Clark                | Telefilme                 |
| 2000 | The Crossing                                           | Col. John Glover           | Telefilme                 |
| 1999 | Bonne Nuit                                             | Vlad                       | Telefilme                 |
| 1999 | The Hunley                                             | Collins                    | Telefilme                 |
| 1998 | Naked City: Justice with a Bullet                      | Marco                      | Telefilme                 |
| 1998 | Into My Heart                                          | Chris                      |                           |
| 1997 | The Peacemaker                                         | Hans, German Backpacker    |                           |
| 1995 | Loungers                                               | James                      |                           |
| 1994 | Normandy: The Great Crusade                            | Alastair Bannerman (voice) | Telefilme                 |
| 1993 | Household Saints                                       | Jesus                      |                           |
| 1992 | Last of the Mohicans                                   | Martin                     |                           |
| 1991 | L'huissier                                             | L'ange Gabriel             |                           |
| 1990 | La vengeance d'une femme                               | Le dealer                  |                           |
| 1989 | La révolution française                                | Le Marquis de Dreux-Brézé  |                           |
| 1988 | La queue de la comète                                  | Joachim, le frère d'Alice  |                           |
| 1988 | Adieu je t'aime                                        | Thierry                    |                           |
| 1986 | The Murders in the Rue Morgue                          | Henri                      | Telefilme / Não creditado |

### Video Games
| Ano  | Título            | Papel   | Notas |
| ---- | ----------------- | ------- | ----- |
| 2014 | Beowulf: The Game | Wulfgar | Voz   |